# Бахрам Гушнасп
Бахрам Гушнасп, познат у византијским изворима као Баргоуснас, био је ирански војни заповедник из куће Мирхан. 
Први пут се спомиње непознатог датума, када се залагао против Химјарита, и био је прилично успешан; успео је да ухвати химјарског краљ Санатоурцеса, отпустоши његову престоницу и узме много заробљеника. Касније се спомиње 573. године као вођа сасанидског гарнизона у важном граду Нисибису, када га је опсео византијски генерал Маркијан. Уз помоћ неколико других племена, Бахрам Гушнасп борио се против Маркијана код Саргатона, места у близини Нисибиса. 
Он је, међутим, поражен и не спомиње се ни у једном извору након тога. Познато је да је имао неколико деце по имену Мардансина, Гордуја, Гордија. 
Његово најпознатије дете био је Бахрам Чобин, који ће касније заузети високе функције у сасанидској држави, и који ће чак је успти да свргне самог сасанидског краља у 590–591.